# Bak (Bildhauer)
Bak war während der Regierungszeit des Pharao Echnaton „Oberster Bildhauer des Königs“. Er war ein Sohn des Baumeisters und Bildhauers Men und bekleidete vermutlich, da er durch mehrere Inschriften belegt wird, eine bedeutende Stellung bei Hofe. Er war als Architekt und Baumeister an einigen großen Bauprojekten in Amarna beteiligt und bekleidete dabei das Amt eines „Vorstehers der Arbeiten des Königs am roten Berg“.

## Belege
Sein Aussehen ist durch die heute im Ägyptischen Museum in Berlin aufbewahrte sogenannte Naos-Stele (Inv. 31009) bekannt, auf der er zusammen mit seiner Frau Taheri dargestellt ist. Die Stele ist vor allem deshalb von hohem künstlerischen und archäologischen Interesse, weil sie eines der wenigen erhaltenen Bildnisse der Amarna-Zeit ist, das kein Mitglied der königlichen Familie zeigt. Bak zeigt sich auf ihr als irdischer Schöpfergott, der gleich einigen überlieferten Darstellungen von Echnaton, sowohl männliche als auch weibliche Körperformen hat. Es wird heute überwiegend angenommen, dass Bak auch der Schöpfer der Stele ist, so dass sie derzeit als das wohl älteste erhaltene Selbstbildnis zu betrachten ist.
Auf einem Relief auf einer Felsstele in Assuan, auf dem er zusammen mit seinem Vater dargestellt ist, wird er als „einer, den seine Majestät selbst unterwiesen hat“ bezeichnet. Diese Bemerkung bezieht sich mit Sicherheit auf den Umstand, dass Echnaton als der geistige Vater der sogenannten „Amarna-Kunst“ zu betrachten ist. Ob es sich bei diesem Relief ebenfalls um ein Werk Baks handelt, ist umstritten und lässt sich derzeit nicht beweisen.